# 埼玉県立川口北高等学校
埼玉県立川口北高等学校（さいたまけんりつ かわぐちきたこうとうがっこう）は、埼玉県川口市木曽呂に位置する県立高等学校。

## 概要
（本節の主要な出典は公式サイト）
1974年（昭和49年）4月に全日制男女共学校として開校した。
国際理解教育推進校として、オーストラリアのフランクストン高校との交流（交換留学）、
ALTの配置・留学生の派遣・受け入れを進めている。
第2グラウンド・プール・弓道場が整備され、ジョギングコースも施設内に設置されている。
令和2年度より募集定員は9学級359名。

## 教育方針
2学期制、55分×6時間授業。2018年度から原則、隔週で土曜日も授業を実施している（年間15日程度）。2026年度から、土曜授業が廃止され、水曜日の授業時間が50×7時間授業となる。
1年・2年次は全員共通科目を学び、3年次に文系・理系・分離融合系（全国初）に分かれる。

## 学科
- 普通科

## 教育目標
みずから個性の開発・自我の確立に努めるとともに、他人の自由をも尊重して互いに協力し合い、
日本と世界のために有益な働きを為し得る人材を育成する。

## 制服
制服はリニューアルされ、男子と女子共にブレザーとなり男子はネクタイ、女子はリボン。スカートとスラックスが選べるようになっている。

## 学校行事
球技大会、林間学校（1年）・修学旅行（2年）・HR合宿（3年　※2025年度より廃止）、北高祭（文化祭）、体育祭、マラソン大会、かるた大会（1年）、駅伝大会などがある。
体育的行事が活発で、球技大会・体育祭・マラソン大会・駅伝大会の4つがある。特に走る行事が年に2回あり、11月にマラソン大会（全学年）、2月に駅伝大会（1・2年次）が行われる。

マラソン大会は、東浦和の尾間木公園から見沼代用水周辺を一回りする男子8.5km、女子7.2kmのコース。ただし、2020年から埼玉スタジアムの周囲を走るコースに変更し、男子8.4㎞、女子7.6㎞となった。例年12月には、マラソン大会に参加できなかった生徒を対象に追走も実施される。

駅伝大会は学校周辺を走り、1・2年次の各クラスから男女各2チーム（黄チーム・黒チーム）が出場し、男子は8区間、女子は7区間で順位を争う。コース沿道では各クラスの生徒が応援で盛り上げる。

## 部活動
- 開校時より野球部が存在しない。
- 男子バスケットボール部が2012年に北信越高校総体に埼玉県予選を初制覇し出場した他、2012年、2013年と関東高等学校体育大会に2年連続出場している。
- 男子ハンドボール部が強豪であり、全国大会や関東大会に多く出場している。関東ハンドボール選手権では昭和52年に優勝、1982年（昭和57年）にインターハイ準優勝をしている。

- 運動部 (15)

弓道（男女）、剣道（男女）、サッカー（男）、柔道（男女）、水泳（男女）、ソフトテニス（男女）、ソフトボール（女）、卓球（男女）、テニス（男女）、バスケットボール（男女）、バドミントン（男女）、バレーボール（男女）、ハンドボール（男女）、ラグビー（男）、陸上競技（男女）
- 文化部 (13)

演劇、華道、化学、音楽、茶道、書道、吹奏楽、生物、美術、かるた、文芸、囲碁・将棋、軽音楽
- 同好会 (4)

国際交流、写真、数学研究、ハンドメイド

## 著名な出身者
- 森洋子（元C.C.ガールズ）
- 山本浩之（陸上選手）
- ワカマツタダアキ（Q-pot.デザイナー）[2]

## 周辺環境
隣りには、埼玉学園大学や川口短期大学、埼玉協同病院がある。

## 交通
自転車通学が多い。

バスを利用する場合は、「埼玉協同病院入口」バス停が一番近い。「木曽呂」バス停や「川口北スポーツセンター」バス停も利用可能だが、徒歩約13分かかる。
- JR武蔵野線「東浦和駅」下車、徒歩約18分。
- JR武蔵野線「東浦和駅」より国際興業バス「東浦82系統 木曽呂経由新井宿駅ゆき」に乗車し「埼玉協同病院入口」下車、徒歩約5分（乗車時間約4分）。
- 埼玉高速鉄道線「新井宿駅」より国際興業バス「東浦82系統 木曽呂経由東浦和駅ゆき」に乗車し「埼玉協同病院入口」下車、徒歩約5分（乗車時間約13分）。